# シドノン
シドノン(Sydnone)は、1,2,3-オキサジアゾール核の5位にケト基が付いた構造を持つメソイオン複素環式化合物である。他のメソイオン化合物と同様に、環に沿って非局在化した正負両方の電荷を持つ双極性化合物である。近年のコンピュータを用いた解析で、シドロン及び類似のメソイオン化合物は、「電子と電荷の局在により2つの領域に分かれてよく安定化する」ものの非芳香族性であることが示された。
シドノンイミンは、シドノンのケト基がイミノ基に置き換わったものであり、フェプロシドニンやメソカルブ等の精神刺激薬に見られる。

## 発見
シドノンは、1935年にEarlとMackneyによってN-ニトロソ-N-フェニルグリシンを無水酢酸で脱水環化することによって初めて合成された。後の研究で、この方法は、N-置換アミノ酸のニトロソアミンにかなり一般的に適用できることが示された。

## 例
- セファノン
- イプラミジル
- 3-チオモルホリノ-シドノニミン(U.S. Patent 4,332,801)